# Krasnoperekopský rajón
Krasnoperekopský rajón (ukrajinsky Красноперекопський район, rusky Красноперекопский район) je rajón v Autonomní republice Krym na Ukrajině. Hlavním městem, které ale do rajónu nepatří, je Krasnoperekopsk. Rajón má přibližně 27 tisíc obyvatel. 
Od Krymské krize území fakticky ovládá Rusko, které rajón považuje za součást svého federálního subjektu Republika Krym.

## Sídla v rajónu
Do rajónu nepatří žádné město ani sídlo městského typu, pouze vesnice.